# Phalansteriida
Ordre
Les Phalansteriida sont un ordre d'amibozoaires (amibes) de la classe des Variosea.

## Liste des familles
Selon IRMNG (13 mars 2025) :
- Arboramoebidae Cavalier-Smith in Cavalier-Smith, Chao & Lewis, 2016
- Dictyamoebidae Cavalier-Smith in Cavalier-Smith, Chao & Lewis, 2016
- Phalansteriidae Saville Kent, 1880-1881
- Rhizomonadidae Cavalier-Smith in Cavalier-Smith & Scoble, 2013
- Rigidomastigidae Cavalier-Smith in Cavalier-Smith & Scoble, 2013
- Trichonemidae Cavalier-Smith in Cavalier-Smith, Chao & Lewis, 2016

Selon The Taxonomicon (13 mars 2025) :
- Phalansteriidae Kent, 1880-1881 [monotypique]
- Rhizomonadidae Cavalier-Smith, 2013
- Rigidomastigidae Cavalier-Smith, 2013 [monotypique]
- Trichonemidae Cavalier-Smith, 2012 [monotypique]

Selon World Register of Marine Species (13 mars 2025) :
- Phalansteriidae W.S.Kent, 1881
- Rhizomonadidae Cavalier-Smith, 2013
- Trichonematidae Cavalier-Smith, 2012

## Systématique
Le nom valide complet (avec auteur) de ce taxon est Phalansteriida Hibberd, 1983.